# スー語
スー語（スーご、Sioux）はスー族の言語。スー諸語に属す。アメリカ合衆国とカナダでの話者数合計は33,000人である。
アメリカ合衆国とカナダにおいて、アメリカ・インディアン諸語として、ナバホ語、クリー語、イヌイット語、オジブウェー語に次ぐ話者数である。